# خوليو بينيا
خوليو بينيا (بالإسبانية: Julio Peña)‏ ممثل إسباني (ولد في 18 يونيو من العام 1912 في مدريد) من عائلة فنية (والده الممثل المسرحي رامون بينيا) ومن أشهر أعمال خوليو فيلم قطار الرعب مع بيتر كوشنغ وكريستوفر لي وألبرتو دي مندوزا وهو فيلم خيال علمي مقتبس عن رواية لجون كامبل جونيور.

## روابط خارجية
- خوليو بينيا على موقع IMDb (الإنجليزية)
- خوليو بينيا على موقع قاعدة بيانات الفيلم (الإنجليزية)